# Zijdefabriek van Tomioka

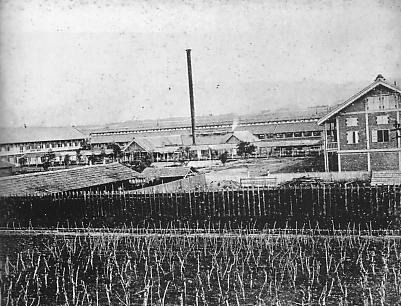
Buitenaanzicht

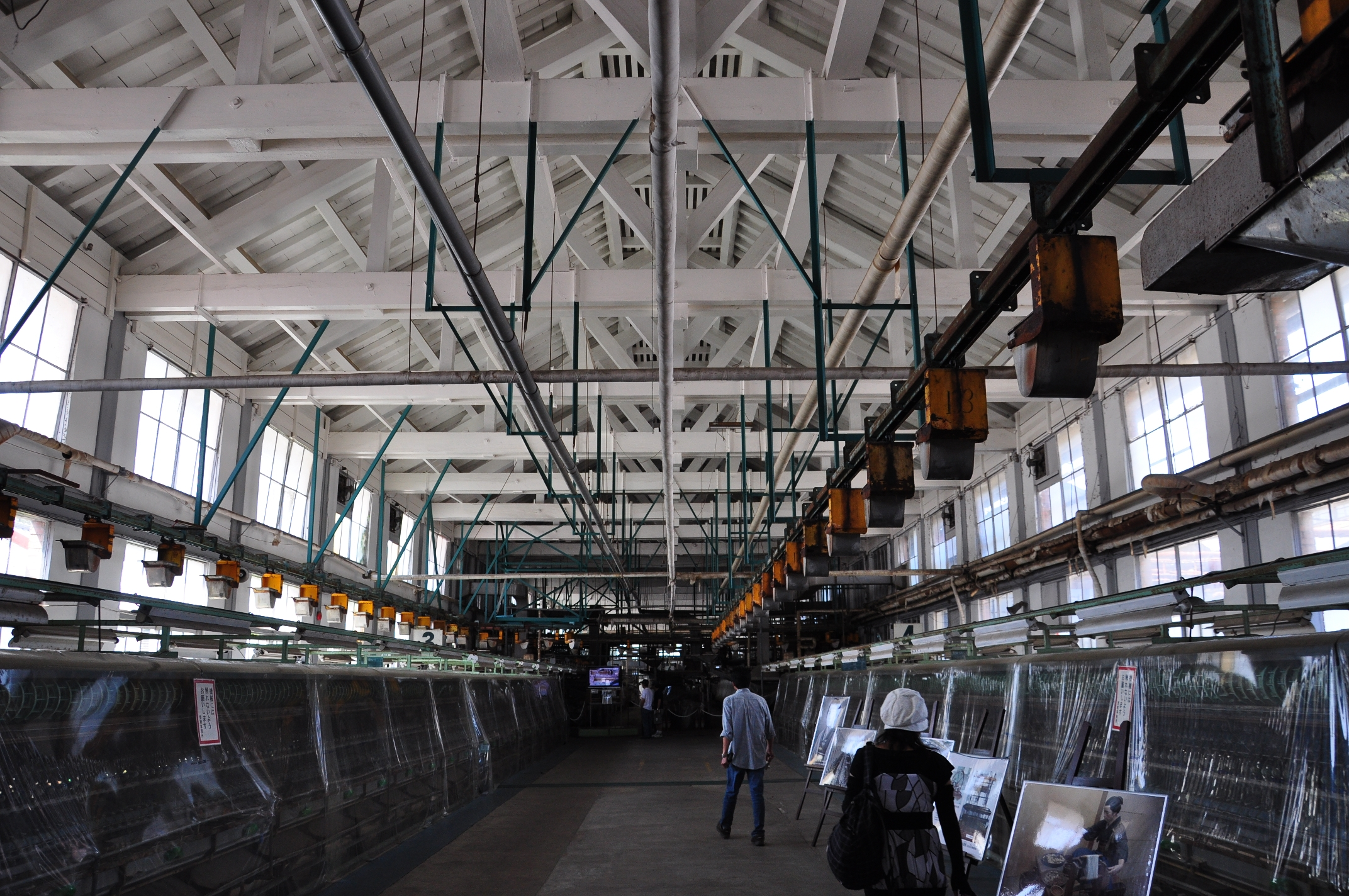
Museumzaal

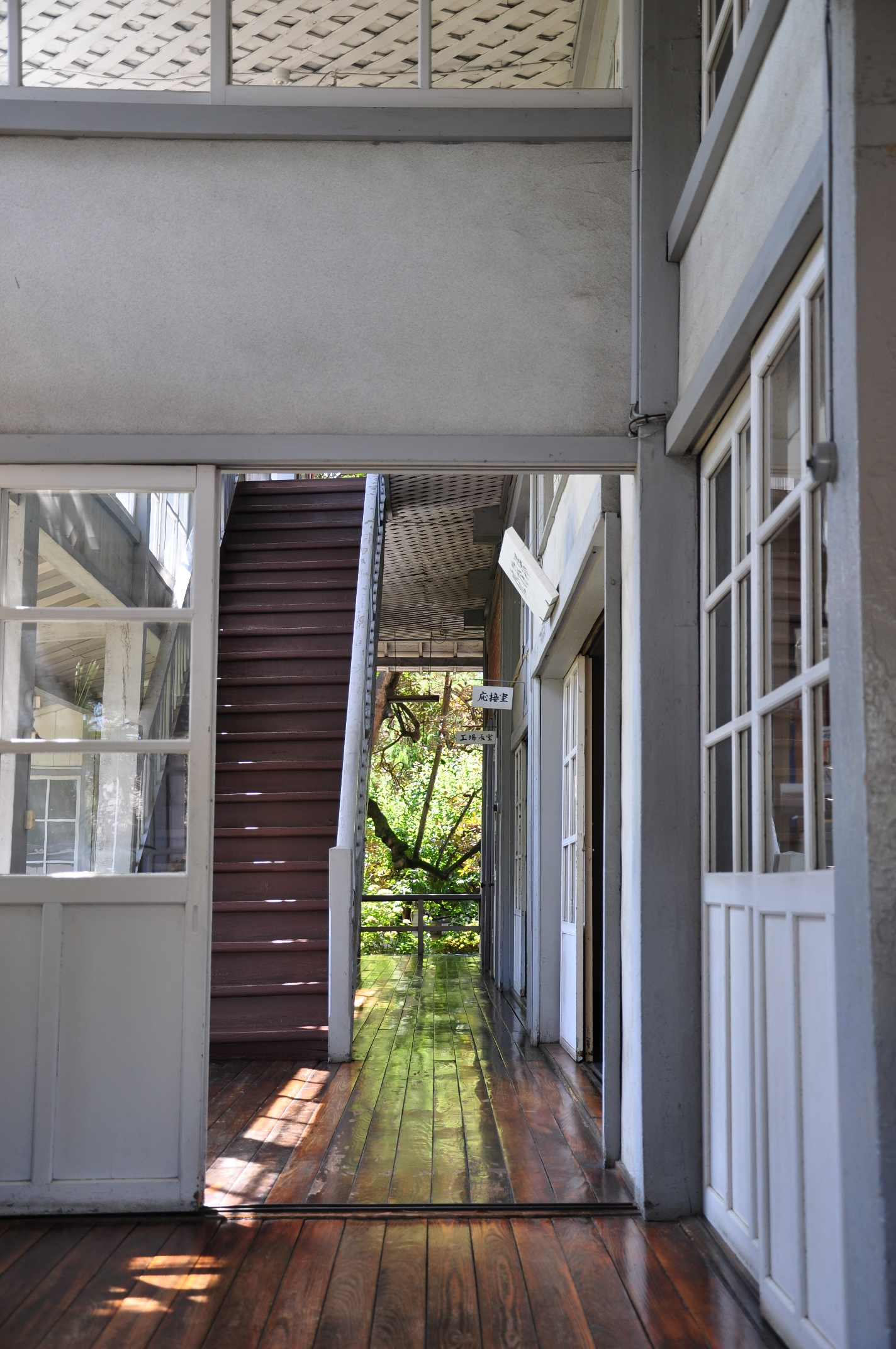
Kantoorruimte

De Zijdefabriek van Tomioka is een zijdefabriek in de Japanse stad Tomioka. De staatsfabriek opende op 4 november 1872 en was de eerste moderne fabriek van zijde met uit Frankrijk geïmporteerde toestellen. Ontwerper was de Fransman Paul Brunat. Sinds 2014 is de site erkend als werelderfgoed.

## Geschiedenis
De wederzijdse handelsrelaties tussen Frankrijk, en Lyon in het bijzonder en Japan, in Yokohama hadden sinds 1859 een duw in de rug gekregen op vraag van zowel keizer Napoleon III als keizer Meiji aan de vooravond van diens Meiji-restauratie.
Paul Brunat werkte voor een Frans importeur van Japanse zijde uit Lyon. Op 12 maart 1866 wordt Brunat als inspecteur door zijn bedrijf naar hun vestiging in Yokohama gestuurd. In 1869 na een inspectiereis door het Japans hinterland dringt hij in een rapport aan op de introductie van mechanisatie en stoommachines in de zijdeproductie. Wanneer in 1870 een overeenkomst wordt afgesloten tussen Japan en Frankrijk voor de installatie van een moderne gemechaniseerde zijdefabriek, wordt Paul Brunat door zijn bedrijf naar voor geschoven als projectleider. Alvorens terug te keren naar zijn thuisland voor de voorbereiding gaat hij op zoek naar een geschikte locatie in Gunma, al eeuwenlang gekend om zijn kweek van zijderupsen. Op 29 november 1870 tekent hij als dertigjarige een overeenkomst met het Japans ministerie van financiën die hem persoonlijk engageert, en waarmee hij de grond aankoopt. De keuze viel op een terrein in Tomioka, dicht bij een rivier (voor water), en een kolenmijn (voor brandstof voor de stoommachines). De Franse architect Edmond Auguste Bastien die ook in Japan al actief was en al mee had gebouwd aan de nieuwe scheepswerven in Yokosuka tekent op een dikke maand tijd een plan uit en verzamelt de nodige bestekken. De bouw begint dan ook begin 1871, een gebouw met Japanse invloeden maar ook sterke Westerse elementen, in het bijzonder door het gebruik van baksteen.
Brunat keert terug naar Frankrijk en Lyon om machines aan te kopen en Franse vakmensen aan te nemen. Een equipe van twee ingenieurs, Justin Bellen en Paul Prat, vier spinsters, Marie Charay, Louise Monier, Clorinde Vielfaure en Alexandrine Vallent en drie spinners, Louis Bourguignon, Charles Lescot en Jules Chatron zijn bereid naar Japan te emigreren om daar de productie te superviseren en de plaatselijke Japanse medewerkers op te leiden. In februari 1872 vertrekken Brunat en echtgenote samen met de Franse equipe naar Japan waar de bouw inmiddels ver gevorderd is. De bouwwerken worden afgerond in juli 1872, de inhuldiging van de fabriek volgt op 4 november 1872.
De aanwerving van de eerste arbeidskrachten verliep overigens bijzonder moeizaam in de landelijke streek. De buitenlanders met rare gewoontes en enorme machines die zwarte rook uitstuwden joegen de plaatselijke bevolking enorme angst aan. De Beaujolais die ze bij de maaltijd dronken, werd als bloed aanzien. De pogingen plaatselijke meisjes aan te nemen als weefsters mislukten zodanig dat de Japanse overheid bij haar eigen ambtenaren, de leden van de Samoeraiklasse de dochters moest vorderen als fabrieksarbeidsters. In 1872 kon zo de fabriek openen met een honderdtal werkneemsters. In juni 1873 was evenwel de fabriek op volle rendement en werkten er 402 weefsters.
De fabriek werd geëxploiteerd door de overheid die de fabriek als referentiepunt nam teneinde de kwaliteit van de zijdeproductie op de private markt te verhogen. Het belang van de onderneming werd onderstreept door het bezoek van keizer Meiji en zijn gemalin Ichijo Masako in juni 1873 aan de fabriek.
De fabriek leverde ruwe zijde af van erkende goede kwaliteit, de beste zijde van Japan, bekroond met een tweede prijs op de universele expositie van Wenen, Oostenrijk in 1873. De zijdefabriek stond voorbeeld voor gelijkaardige fabrieken in 1874 in Nagano, Ishikawa en Toyama, allen met Franse assistentie. Nadien volgden er nog zeshonderd soortgelijke nieuwe zijdefabrieken verspreid over heel Japan.
Men slaagde er evenwel niet onder staatsbestuur in de onderneming economisch rendabel te laten worden. In 1893 werd de vestiging overgedragen aan de privégroep Mitsui.
De fabriek werd gesloten in maart 1987 maar werd nadien bewaard en in stand gehouden als historisch gebouw.

## Werelderfgoed
In 2005 werd de fabriek door de Japanse overheid erkend als historisch monument van onroerend erfgoed.
De site werd gedurende de 38e sessie van de Commissie voor het Werelderfgoed die plaats greep in juni 2014 in Doha door de betrokken UNESCO-Commissie toegevoegd aan de werelderfgoedlijst.
- Library of Congress Control Number: n88078145
- Bibliotheek van het Japanse parlement: 00645423
- Système universitaire de documentation: 16965253X
- Virtual International Authority File: 147851682

Boeddhistische monumenten in het Horyu-ji-gebied ·
Kasteel Himeji ·
Shirakami-Sanchi ·
Yakushima ·
Historische monumenten van oud-Kyoto (Kyoto, Uji en Otsu) ·
Historische dorpen van Shirakawa-go en Gokayama ·
Vredesmonument in Hiroshima (Genbaku Dome) ·
Itsukushima-schrijn ·
Historische monumenten van oud-Nara ·
Schrijnen en tempels van Nikko ·
Gusuku en plaatsen van het Koninkrijk Riukiu ·
Heilige plaatsen en pelgrimsroute in het Kii-gebergte ·
Shiretoko ·
Zilvermijn Iwami Ginzan en zijn cultuurlandschap ·
Hiraizumi - Tempels, tuinen en archeologische sites die het boeddhistische Pure Land vertegenwoordigen ·
Ogasawara-eilanden ·
Fujisan, heilige plaats en bron van artistieke inspiratie ·
Zijdefabriek van Tomioka en aanverwante sites ·
Sites van de industriële revolutie van Japan tijdens de Meijiperiode: ijzer en staal, scheepsbouw en kolenmijnbouw ·
Architecturaal werk van Le Corbusier (Nationaal Museum voor Westerse Kunst) · 
Heilige eiland Okinoshima en aanverwante sites in Munakata · 
Verborgen christelijke sites in de streek van Nagasaki ·
Groep van kofun van Mozu-Furuichi: grafheuvels van oud-Japan ·
Amami-Oshima, Tokunoshima, noordelijk deel van Okinawa en Iriomote ·
Prehistorische Jomon-sites in Noord-Japan ·
Goudmijnen op het eiland Sado